# Безенваль, Пьер Виктор де
Пьер Викто́р, барон де Безенва́ль де Брюншадт (фр. Pierre Victor de Besenval de Brünstatt; 14 октября 1721, Золотурн — 2 июня 1791, Париж) — последний командир швейцарской гвардии во Франции.

## Биография
Родился в Золотурне. Был сыном Жана Виктора де Безенваля, полковника, командовавшего полком швейцарских гвардейцев, находившихся на жалованье у Франции, который был обвинён в 1707 году королём Людовиком XIV в том, что во время своей миссии в Швецию пытался примирить Карла XII с русским царём Петром I и объединить их в союз с Францией против Англии. Мать - Катаржина Белинская была дочерью маршалка великого коронного Казимира Белинского. 
Пьер Виктор служил сначала в качестве помощника-адъютанта у маршала Виктора де Бройля во время кампании 1748 года в Богемии, а затем помощником-адъютантом у герцога Орлеанского в Семилетней войне. Затем он стал командиром швейцарских гвардейцев.
Когда началась Великая Французская революция, де Безенваль остался верен королевскому двору и получил командование над войсками, которые король сосредоточил в Париже в июле 1789 года — действия, которые привели к штурму Бастилии 14 июля 1789 года. Безенваль показал некомпетентность в условиях кризиса и попытался бежать. Он был арестован, судим судом в Шатле, но оправдан. Затем он попал в безвестность и умер в Париже в июне 1791 года.